# Горня (Спировский район)
Горня — деревня в Спировском районе Тверской области.

## География
Находится в центральной части Тверской области на расстоянии приблизительно 27 км на северо-восток по прямой от районного центра поселка Спирово.

## История
Деревня была отмечена ещё на карте Менде (состояние местности на 1848 год). В 1859 году здесь (деревня Вышневолоцкого уезда) было учтено 18 дворов. До 2021 года входила в состав Козловского сельского поселения Спировского района до его упразднения. В деревне построена Вознесенская часовня.

## Население
Численность населения: 180 человек (1859 год), 32 (карелы 78 %) в 2002 году, 23 в 2010.